# Кукери (група)
„Кукери“ е българска поп група. Създадена е в Русе през 1966 година в Русенската английска гимназия и носи името "Пеещи звезди". В първия състав са Иван Иванов – Джон, басистът Пламен Басаров, Сламо и Милчо Станев Минчев - Фито - ритъм китара, ученици в гимназията, както и барабанистът Димитър Хачиков - Хачика. През 1968 Фито напуска, за де следва медицина, и към групата се присъединява пианистът Стайко Стайков, ученик в Музикалното училище в Русе, специалност цигулка. И тримата пристигат в София, за да следват. Джон – английска филология, Пламен – архитектура, Стайко – в Консерваторията. Бъдещата им вокалистка Нели Янкова е ученичка в Софийското музикално училище.От Импресарска дирекция им станали кръстници. „Те ни предложиха името „Кукери“, понеже имахме песен с фолклорни мотиви и да звучи по-българско. Нас не ни харесваше, но почнаха да ни обявяват така и така си остана. Имахме късмет да ни харесат от младежка редакция на Радио София, които непрекъснато гостуваха по заводи, предприятия, ТКЗС-та, да им правим концерти, които се излъчваха на живо по радиото. Така се запознахме с Кирил Иванов - Мъглата, който ни направи най-хубавите записи. Той имаше изключително ухо и бързо се превърна в един от най-търсените тонрежисьори“, споделя Джон. След като студентите завършели, трябвало да ги пратят по разпределение за 3 г. „Истинско чудо е, че мен ме оставиха на работа в ректората на Софийския университет. Професорът, който отговаряше за чуждестранните студенти, ме прати в Съвета по висшето образование и именно оттам ме назначиха, а кабинетът ми беше врата до врата до този на ректора Благовест Сендов“, добави той.
От 1973 г. групата активно сътрудничи на младежките редакции при Комитета за телевизия и радио и е една от първите във фестивала за политически песни „Ален мак“.
В средата на 70-е представят песни на различни конкурси. На Младежкия конкурс за забавна песен награди печелят: „Длан подай“ – наградата на „Балкантон“ – 1975 г.; „Изгубени есени“ – първа награда, наградите на БНТ (по онова време БТ) и публиката – 1976 г. (и двете са по музика на Любомир Денев); „Закъсняла пролет“ (м. Данаил Драганов) – наградата на БТ. На фестивала „Златният Орфей“ „Юнак дядо“ (м. Стефан Драгостинов) печели втора награда и наградата на СБК – 1978 г.
През 80-е групата работи в скандинавските страни, Германия и Холандия. Особена популярност придобива съвместната концертна програма с „Трамвай № 5“ (турне в Русия, рецитал на конкурса „Мелодия на годината“ – 1987 г.).
Хитови песни на група „Кукери“ са „Отвори ми“, „Приказка“, „Обич за обич“, „Изгубени есени“, „Нощен експрес“, „Песен, писана на свещ“.

## Дискография
| Година | Албум      | Вид | Издател           | Каталожен номер |
| ------ | ---------- | --- | ----------------- | --------------- |
| 1975   | „Кукери“   | SP  | Балкантон         | ВТК 3194        |
| 1977   | „Кукери“   | SP  | Балкантон         | ВТК 3401        |
| 1977   | „Кукери“   | SP  | Балкантон         | ВТК 3448        |
| 1979   | „Кукери“   | SP  | Балкантон         | ВТК 3517        |
| 1980   | „Кукери“   | SP  | Балкантон         | ВТК 3569        |
| 1980   | „Кукери“   | LP  | Балкантон         | ВТА 10411       |
| 1981   | „Приказка“ | LP  | Балкантон         | ВТА 10676       |
| 1983   | „Кукери“   | LP  | Балкантон         | ВТА 11043       |
| 1985   | „Кукери 4“ | LP  | Балкантон         | ВТА 11527       |
| 1988   | „Кукери 5“ | LP  | Балкантон         | ВТА 12253       |
| 1997   | „Любовта“  | MC  | Riva Sound        | RS 0254         |
| 2001   | „The Best“ | CD  | UBP International | UBP – 036       |